# Манчини, Лучано
Лучано Манчини (итал. Luciano Mancini; 4 апреля 1953) — итальянский футбольный тренер.

## Биография
Большую часть карьеры специалист проработал с любительскими итальянскими командами из разных региональных лиг. По ходу сезона 2003/04 Манчини вместе с Ламберто Марджини возглавил «Гроссето». Тандем тренеров привёл клуб к победе в Серии C2, однако в конце первенства они были отправлены в отставку.
В 2012 году итальянец отправился в Африку, где возглавил сборную Гамбии. После своего ухода с поста главного тренера он некоторое время продолжал оставаться в тренерском штабе национальной команды.
Некоторое время Манчини работал в системе «Сиены». В 2017—2018 годах возглавлял юношескую команду «Перуджи».

## Достижения
- Победитель Серии C2 (1): 2003/04